# 宇宙の騎士テッカマンブレードII
『宇宙の騎士テッカマンブレードII』（うちゅうのきし テッカマンブレード ツー）は、1994年から1995年にかけて発売された、タツノコプロ制作のOVAである。全6巻。

## 概要
1992年にテレビ東京系列で放映された『宇宙の騎士テッカマンブレード』（以下、前作）の続編。前作でテッカマンブレードによってかろうじて退けられたラダムの地球侵攻（第一次ラダム戦役と呼称）から10年、再三にわたるラダムの地球侵攻に対して、アキをチーフにした新生スペースナイツが戦いを挑む、というストーリーである。
前作とは趣が異なる作風になっており、第1話から第3話までは明るい青春ストーリーが描かれる。第4話から第6話はそのようなストーリーとは異なり、登場人物の数奇な運命が過去に起きた暴動事件を中心として描かれる。
なお、本作は製作に至らなかった続編（#幻の二年後編参照）の内容を下敷きにしているため、TVシリーズと本作だけ見ても、「なぜ記憶を失ったはずのDボゥイが完全復活しているのか」「なぜアキがテッカマンとなれるのか」等の設定上の不明点が多い。また、CDドラマや小説が本編として組み込まれているため、映像作品を見ただけではユミとナターシャの和解等、内容の流れに矛盾が生じる。

## ストーリー
テッカマンブレードがテッカマンオメガを倒し、地球の危機を救った後の話。各地でラダム樹に取り込まれ素体化された人類の救出の方法が発見され、次々と覚醒していった。ユミ・フランソワもその一人である。彼女にはあこがれの人がいた。幼きときに見た「白い魔人」、すなわちテッカマンブレードである。そして、今、再び襲来の兆しを見せるラダムに対し、スペースナイツでは新たなるテッカマンをつくろうとしていた。その候補者にユミもいた。テッカマンとなったユミはラダムと戦いながらも捜し求めていた。時にくじけそうになった時にやさしく声をかけてくれたあの人、そしてテッカマンブレード。あの人＝Dボゥイとテッカマンブレードが同一人物と知ったとき、ユミは……。

## 登場人物
ユミ・フランソワ
声 - 國府田マリ子
本作の主人公で「大ボケユーミ」の愛称を持つ少女。テッカマンイーベルに変身。
幼少時、ラダムに両親を殺されるが、自身は「白い魔人」ことテッカマンブレードに助けられ、それがきっかけとなって、スペースナイツに入隊した。当初は本田の部下の整備士でテッカマン候補ですらなく、適正試験において散々な結果を出すもアキの独断（実はDボゥイの指名があった）により、3人目の地球製テッカマンに抜擢され、テッカマンになった。
フォーマット中の事故により、超兵器リアクターボルテッカを搭載されてしまい、当初はその力をまったく制御出来ずに振り回されてしまい、仲間を助けようと出撃したがリアクターボルテッカでもう少しで仲間に被害が及ぶかもしれない程の大暴走を起こした。それにより、懲罰を受けるが、その後、数ヶ月に渡っての必死の努力によりこれを克服。地球製テッカマンチームのエースとして成長していく。
偶然出会ったDボゥイをテッカマンブレードであると知らず「Dさん」と呼んで憧れており、本来「Dangerous（危険）」を意味する頭文字のDを「Dream（夢）」のDだと言っている。
ダービット・クリューゲル
声 - 置鮎龍太郎
次世代テッカマンの黒一点で自称「アイドルテッカマン」テッカマンゾマーに変身。
戦闘能力は次世代テッカマンの中では、トップに位置し、「テッカマンブレードの後継者」と目されていた。
毎日のように群がるファンの女の子から一晩を共にする女の子を選ぶなど、軽薄なプレイボーイに見えるがその心は一途で、幼い頃に救われた赤い悪魔ことアキテッカマン（つまりアキ）に恋い焦がれており、叶わぬと知りつつ今でも彼女を思っている。小説版「水晶宮の少女」ではDボゥイに思いを寄せるユミとは、同じ立場の同士と言うか「仲の良い兄妹」のような間柄になっている。「プラハの黒い九月」事件の生き残りであり、同事件の生き残りであるデッドエンドと奇妙な縁で結ばれることになる。
後期3巻ではストーリーのシリアス化に伴い、話の中心的人物となっており、実質的な主人公となる。
ナターシャ・パブロチワ
声 - 本多知恵子
連合軍パブロチワ参謀長の娘で、テッカマンベスナーに変身。
男勝りで勝ち気な女性。3人のテッカマン候補生では総合力で最も優秀であり、リアクターボルテッカも本来彼女が装着するはずだった。父を深く敬愛していたが、後にその本性を知って憎悪するようになり、連合軍と反目していたスペースナイツに参加する。父に関する事件から、テッカマンである事に強い使命感を抱いており、当初はユミの無責任な言動と能力の低さに対して強い反感を抱いていた。しかしユミが必死の努力で成長した際には、真っ先にその実力を認めて打ち解けている。
水泳する際には、トップレス。
ハヤト・カワカミ
声 - 高木渉
ユミのサポートメンバーで、ブルーアースγ号のパイロット。
真っ直ぐな熱血漢でユミに好意を抱いているが、もっぱら空回りしてばかりで、ユミはその事に全く気づいていない。小説版「水晶宮の少女」ではスペースナイツ基地に潜入したジュエルと接触、この時ジュエルはユミに擬態していたため、ユミとの仲が進展した物と思い込んで浮かれまくった。ダービットからは関係を持つと態度が180度変わるタイプだと言われた。
その為、後期3巻でも唯一ギャグ路線から抜け切っていない部分が随所に見られる。
アニタ・ブラニガン
声 - 渡辺久美子
ダービットのサポートメンバーで、ブルーアースβ号のパイロット。
桃色のベリーショートと中性的な美貌、鍛え上げた体躯の持ち主の女性。サポートメンバー中で唯一、相方に想いを抱いている様子がなく、CDドラマ「若草色の少女ミユキ」によると同性愛者を思わせる要素がある。
ゴリアテ・バージナル
声 - 相沢正輝
ナターシャのサポートメンバーである大男でブルーアースα号のパイロット。
きつめの言動で誤解されがちなナターシャを何かとフォローする良き相棒であり、ナターシャには好意を抱いている様子。「自己批判」が口癖。
デッドエンド
声 - 結城比呂（現・優希比呂）
テッカマンデッドにテックセットする絶世の美女と見まごうばかりの美しさをもつ少年。本人も自分の容姿は認めており、からかい半分でしなを作る事も多い。「プラハの黒い九月」こと、素体テッカマンの暴動事件の生き残りであり、ダービットとは奇妙な友情で結ばれることになる。なお、このOVAシリーズ後はスペースナイツと友好関係を持ち、“民間レベルの協力者”として、ラダムとの実戦に於いて作戦を共にする事を許可される。
ジュエル
小説「水晶宮の少女」に登場する異星人（ファルス人）。テッカマンジュエルにテックセットする。固体とも液体とも付かない結晶生命体で、普段は人間の女性と似た姿をしているが、様々な姿に変形できる。ファルス人は体質的にラダム虫を受け付けず、ラダム虫に寄生されテッカマン化しても精神を支配される事がない異星人だが、戦闘という概念を持たないがためにラダムの攻撃の危機に晒されていた。ジュエルは、なすがままに任せるという星の指導者達の考えに反発して、単身スペースナイツ基地に助けを求めに現われた。気持ちに応じて体色が変わる他、相手の心を感知して「相手が最も心を許す人物」に擬態する能力も持つ。
本田
声 - 飯塚昭三
新生スペースナイツ整備班主任。変わる事無くその腕を振るっている。外見が随分老け、そのせいか性格もやや丸くなった。両親を亡くしたユミの親代わりでもある。
如月アキ（アキ・アイバ）
声 - 林原めぐみ
新生スペースナイツのチーフ。Dボゥイの恋人。ペガスIIの力を借りて、アキテッカマンにテックセットできる。
チーフとなったことで第一次ラダム戦役の頃からはかなり変わっており、フリーマン以上に厳しい態度でユミたちに接しているように見えるが、テッカマンとしても3人に戦いの厳しさを教えたり、ユミのDボウイへのアプローチを受けて立つなどフリーマンとまた違ったよき上司となる。
「missing ling」でフリーマンが開発した地球製テックシステムの実験体に強引に志願し、テッカマンになったことが語られた。小説「水晶宮の迷少女」ではアイバ姓を名乗っているが、Dボゥイこと相羽タカヤは戸籍が抹消されているため経緯の詳細は不明。
ノアル・ベルース
声 - 松本保典
地球連合軍准将にして旧スペースナイツのメンバー。第一次ラダム戦役終了後、フリーマンの頼みにより、連合軍とスペースナイツのパイプ役となるべく、軍に戻るも、功績に反して軍内部での発言力は弱い。パブロチワ参謀長の提案したプラハへの軍事介入をミリィ（声：横山智佐）と共に止めようとするが、参謀長の部下に二人とも軟禁されてしまう。劇中では語られていないが、2人ともフリーマンと共に金星に左遷されてしまった（レビンの動向は不明）。
Dボゥイ
声 - 森川智之
伝説の「白い魔人」ことテッカマンブレード。第一次ラダム戦役終了後、全ての記憶を失って廃人と化していたが、第二次ラダム戦役にて復活を果たす。体内のラダムが発する思念波により他のラダムを呼び寄せないよう、スペースナイツ本部の地下深くのDルームに自らの意思で隠れ、オブザーバーとして活動。その存在は一部の者にしか知られていなかったが、偶然にもユミに見つかってしまった。
髪型が前作と大きく異なっており、長髪のオールバックになったが、テックセット時等は前髪が下りて前作の髪型に近くなる。また、サングラスを着用している。

## テッカマン

### 地球製テッカマン
フリーマンの発案で、Dボゥイが推進した「ET計画」の成果であるテッカマン。技術的な課題から、過去の戦役で素体化されたテッカマンを再フォーマットする。
テッカマンイーベル
Hiver = フランス語で「冬」
ユミがテックセットする。ボルテッカの対消滅エネルギーをフィードバックして無限にボルテッカのエネルギーを高められる新兵器「リアクターボルテッカ」を唯一装備する。本来はテッカマンベスナーに装備されるはずが、フォーマット中の事故によりイーベルに装備されてしまった。最高の戦闘力を持つものの、ユミの精神力の弱さゆえに当初はその能力を発揮させられずにいた。テックランサーの形状は西洋の両刃剣に近い。
テッカマンベスナー
Весна = ロシア語で「春」
ナターシャがテックセットする。当初はテッカマンチームのエースとして前衛を務めていたが、イーベルの登場後はバックアップにまわることが多い。テックランサーの形状は手甲にやや細身の両刃剣が付いた形状で、エビルのラムショルダーに類似している。
テッカマンゾマー
Sommer = ドイツ語で「夏」
ダービットがテックセットする。チーム唯一の男性テッカマン。両刃剣とブーメランを組み合わせた特殊な形状のテックランサーを持ち、投擲やブーメランを外してナイフとして扱うなどの戦法にも応用できる。候補生時代からナターシャと2トップでチームを組んでおり、ボルテッカを重ねて放つ（ダブルボルテッカ）などの多彩なコンビネーションを見せる。
テッカマンジュエル
『水晶宮の少女』に登場。
ジュエルがテックセットする。戦闘能力があるかどうかは不明。テッカマン化した際に生み出されたハイパー・クリスタルを使用してハイパー・クリスタルフィールドを生成することで、時空間を完全に切り取り、超光速で時空間を跳躍する能力を持つ。また、ユミたちのクリスタルフィールドに干渉してさらに巨大なハイパー・クリスタルフィールドを生み出すことで、新旧二機のブルーアース号ごと超光速航法で移動することができる。

### ラダム製テッカマン
ラダムのテックシステムにより創られたテッカマン。地球製テッカマンより戦闘力が高い。しかし、ブレード以外はラダムを分離したテッカマン（いわゆる「排除されたテッカマン」）であるので、反応弾に耐えるほどの力はない。
テッカマンブレード
Dボゥイがテックセットする。新たに手にしたテッククリスタルを使ってテックセットし、タイムリミットもなくなった。ユミたちを陰ながらサポートし、戦士として育成する。10年経った今もその戦闘力は健在。クラッシュ・イントルードの威力が地球製テッカマンより圧倒的に高い。なお、本作ではブラスター化はしない（理由は「幻の2年後編」で明かされている）ものの、その戦闘力は円熟の域に達している。特に機動性が大幅に強化され、不死鳥のようなオーラをまとってのクラッシュ・イントルードのみで大量の敵を葬り去り、単身で大気圏を突破して月軌道に到達するほどの圧倒的な機動性を誇る。物語後半でテッカマンデッドに対抗すべくユミと共に特訓を行い、ボルテッカのエネルギーを放射せずに凝縮し、身体にまとって突撃する「ボルテッカ・クラッシュイントルード」を会得した（名称は『スーパーロボット大戦W』より）。
テッカマンデッド
デッドエンドがテックセットする。地球製のシステムで戦闘フォーマットされたイーベル・ゾマー・ベスナーとは違い、前に侵攻してきたラダム側のシステムで戦闘フォーマットされているため、その能力は桁違いに高く、ユミたち三人がかりでも歯が立たない上、ブレードに瀕死の重傷を負わせる程の強さを持つ。
テックランサーは鞘が付いた大剣型で、鞘自体でも斬撃が可能である。また、ブレードのように柄の両端から刃を出した状態にすることもできる。
腕のブレスレットからリング状のショットを発射する事が可能なほか、肩部に反物質粒子・フェルミオンを吸収するシステムを装備しており、これによってボルテッカを無効化したり、吸収したボルテッカを撃ち返したりする能力を備えている。また、ボルテッカの発射機構を体内に持たず、テックランサーに盾状の専用ユニットを装備して発射するという独特のギミックを持っている。
通常の形態とは別に装甲を装着した形態を持ち、この状態の際はブラスターテッカマンに匹敵する戦闘能力を有している。

### その他のテッカマン
アキテッカマン
アキがテックセットする。通常のテッカマンは素体状態を経て戦闘形態となるが、アキテッカマンは素体を経ずにテックセットする実験体のため、素体と戦闘型の中間的な能力しか持たない。テックセットと飛行（バーニアを生成出来ない）にペガスIIによる補助を必要とし、武器の生成ができないため、銃器を内蔵した人工のテックランサー（前作でエビルが遺したランサーを加工した物、なおペガスIIに使われているクリスタルもエビルの物を使用している）を使用している。ボルテッカは使用できないなどの不完全さから、生身の人間に一からフォーマットを行う地球製テックシステムは未完成と判断され、素体テッカマンを再フォーマットする方式が採用された。
なお、2009年版DVD-BOX内ブックレットおよびゲーム『宇宙の騎士テッカマンブレード オービタルリング奪回作戦』『スーパーロボット大戦W』では「テッカマンアキ」と表記された。
素体テッカマン
前作の終盤でラダム樹に取り込まれフォーマットされた人々。テックセットを阻害する干渉スペクトルの照射で救助され、彼らの身体能力によって地球復興を短期間で成し遂げられた。しかし第二次ラダム戦役（#年表を参照）中の素体暴走事件と、ラダムが寄生生物であること、その母体がテッカマンであることが明らかになって以後は危険視され、差別的な扱いを受けている。彼らはペンダントなどのアクセサリーとしてクリスタルを身につけているため、それによってフォーマットを受けたか否かを判別できる。
テッカマンミハエル
プラハに残されていた、ラダムのフォーマットプラントによって生み出された戦闘型テッカマン。素体テッカマンの集団暴動事件「プラハの黒い9月」の中心となり、多くの素体テッカマンを扇動して暴動を起こしたが、アキテッカマンにより撃破される。
「プラハの黒い9月」のリーダー（一部資料では第二次ラダム戦役で生き残った異星人テッカマン）と、『MISSING LING』に登場したスペースナイツの研究者フレイルが一体化してテッカマンとなったため、胸の部分にもう一つの顔（フレイル）があるという異様な形状をしている。
なお、ミハエルは第1次ラダム戦役でブレードが使っていたテックランサーを使用した。
異星人テッカマン
ラダムによってテッカマンとされてしまった、哀れな異星人の成れの果て。言葉こそ発しないものの、死んだ仲間に対し哀悼の意を表すようなしぐさを見せ、敵にも感情があることを知ったユミ達は、戦意を喪失してしまう。
テッカマングレナス
『水晶宮の少女』に登場。
ファルス星の攻撃拠点のラダム基地を治める異星人テッカマン。他の異星人テッカマンと異なり意思疎通することができる。長さ数キロにもわたる長い胴体と無数のボルテッカ発射口を持ち、更には節々ごとに分離する能力を持つ。
量産型ソルテッカマン
前作に登場したソルテッカマンの量産型で正式名称はソルテッカマンST202。試作型の1号機と2号機より性能は上がっており、フェルミオン砲は両肩から発射するようになった。ヴェーキング隊のソルテッカマンはラダム獣を倒すも、異星人テッカマンに敗北。プラハの黒い九月事件においては、ヨーロッパ方面軍第17ソルテッカマン部隊が登場し、大型の盾を装備していた。

## メカニック
ニューブルーアース号
新スペースナイツ基地に配備された新型のブルーアース号で、指揮機とα・β・γ号の4機に分離可能。
カタパルトが普段は水中に隠されており通常は合体状態のまま発進するが、分離した各機の単独発進も稀にする。
コクピットにアキ、ユミ、ナターシャ、ダービッドがおり、アキ以外の3人は分離前にそれぞれα・β・γ号のサブシートへ移動して分離する。
α・β・γ号は地球製テッカマン1人につき1機が、専任パイロットと共に割り当てられている。
- α号　ハヤト・カワカミ、テッカマン・イーベル
- β号　アニタ・ブラニガン、テッカマン・ゾマー
- γ号　ゴリアテ・バージナル、テッカマン・ベスナー
- 指揮機　如月アキ、ペガスII

ペガスII
前作で大破したペガスのメモリーと、エビルのクリスタルを用いて建造された新型のペガス。アキがアキテッカマンにテックセットするために使用する他、単独では飛行できないアキテッカマンにとっては、前作のペガス以上に重要な役割を果たす。
なお、ペガスIIはブレード用のペガスと違い、変身対象者は格納される前に衣服を分解される。また、衣服の再構成ができないため変身解除後は裸体となってしまう。これは地球製テッカマンすべてで共通である。

## 幻の二年後編
本作よりも前に、前作から2年後の第二次ラダム侵攻を描く続編の制作が進められていたが、ソフトメーカーの都合で頓挫した。「2度目のラダム侵攻（本作は3度目）」「アキがテッカマンに変身する」「Dボゥイの復活」といった、前作からの大幅な基本設定の変更でありながら本作では説明されることのなかった出来事が描かれている。
商用パソコン通信サービス『ニフティサーブ』のアニメフォーラム内テッカマンブレード会議室でOVA制作スタッフの一人が『ラダム再び』と題してストーリーを公表し、同フォーラムのデータライブラリに過去ログが保存されていた。また前作と本作の10年間に起こった出来事も年表として公開され、本作には登場しない旧スペースナイツメンバーの去就なども全て明らかにされていた。@nifty会員であれば誰でもこの過去ログデータを入手できていたが、2006年にパソコン通信サービスが終了したため、現在では入手が困難になっている。

### MISSING LING
『ラダム再び』の予告編という体裁で制作された、LD-BOXおよびDVD-BOXの特典映像。
- ベッドで虚ろなDボウイに自分を女として見てもらえないアキの苦悩。
- フリーマンがテックシステムを解析し、地球製テッカマンをつくる「ET計画」を推進（その過程で素体にならずにテックセットする「地球製テックシステム」によりアキテッカマンが誕生）。
- アキテッカマンに怯える記憶のないDボゥイ。
- ショックを受け逃避行するアキ。
- 再び現れたラダムによって生成された新たなクリスタルでブラスターテッカマンになり、ワームホールを作り出す意識のないDボゥイ。
- それを止めようとするノアルがソルテッカマンを自爆させる。

といったテッカマンブレードIIの謎のいくつかがわかる公式の映像資料である。

### 年表
上記『ラダム再び』と共に公表された年表のうち、主な出来事を抜粋・要約。年号は連合地球暦。前作は192年 - 193年、本作は203年になる。
- 194年
  - 干渉スペクトルの応用で素体テッカマンを蘇生できることが判明。ラダムの正体が不明なまま蘇生することに反対意見もあったが、人道を理由に強行される。スペースナイツ隊員の一部はこれに反発して離脱する。
  - オービタルリング内の被害は軍関係の施設以外には比較的軽微だったこともあり、素体テッカマン達の力によって年内に修復がほぼ完了する。
- 195年
  - 第2次ラダム戦役勃発。ラダムの作戦により世界中の素体テッカマンが暴走し、地球は大混乱に陥る。その隙にラダムは一気に太陽系を消滅しようとするが、あるテッカマンにより阻止される。
  - ラダムの正体とテッカマンの関係が判明し、素体テッカマンが危険視されるようになる。ラダムと戦うには多少のリスクがあってもテッカマンの力が必要として、フリーマンは素体テッカマン擁護の立場をとる。
- 196年 - 197年
  - 第2次ラダム戦役の責任を取り政府が総辞職。外宇宙開発機構寄りから連合防衛軍寄りに政策転換し、連合防衛軍が復権。軍は素体テッカマンに頼らずラダムと戦おうとして、素体テッカマン達を追い出す。
  - ラダム迎撃を目的とした第二オービタルリング計画を発表。
  - 素体テッカマン登録制度（日本における外国人登録制度のようなもの）が始まる。
  - 第2次ラダム戦役中の素体テッカマン暴走は差別に対する反動と一般には公表される。
  - 地球を救ったヒーローとしてのテッカマンと、素体テッカマン問題のギャップをめぐるテッカマン論争が起こる。民間企業ではこれまで前者を理由に素体テッカマンを積極的に雇用してきたが、後者により難しくなる。
- 198年 - 199年
  - 第二オービタルリングの建設が始まる。労働力として素体テッカマンが強制徴用され、素体テッカマン達は抗議デモを起こす。暴徒化を恐れた軍が少年テッカマンに干渉スペクトルを過剰照射して死亡させたことから暴動に発展。
  - プラハの黒い9月事件。素体テッカマンの力を悪用する者が反乱を起こすが、謎の赤いテッカマンにより鎮圧されるも、その情報を無視した連合軍パブロチワ参謀長の命令でプラハ市中心部に反応弾攻撃が実行されプラハ市とその周辺地域は壊滅。
  - 2つの事件の管理責任は外宇宙開発機構にあるとしてフリーマンら上層部が金星に左遷。スペースナイツは解散となる。
- 200年 - 201年
  - ラダムの大艦隊が太陽系外縁部に出現、今回は非常にゆっくりと接近しており、地球到達まで2年と推定される。政府はスペースナイツの再結成と、地球製フォーマットのテッカマン作成を決定する。軍はソルテッカマン部隊の増強を始めるが、素体テッカマンに頼ることは意地でもしなかった。
- 202年
  - スペースナイツが再結成される。

## 製作
前述の通り、本来制作されるはずだった続編はソフトメーカーの都合により頓挫した。そのメーカーを見返すために、躍起になってウケ線狙いの路線変更をしたのが本作となる。プロデューサーの植田もときは路線変更について不安もあったというが、『II』の方が好きという視聴者も結構いたという。
最終的には元々3本の予定だったのが、延長されて全6本となった。

## スタッフ
（オープニングクレジットより）
- 製作 - 九里一平
- 企画 - 稲垣光繁、古沢譲二、植田もとき
- 原案 - 竜の子プロ企画室
- 脚本 - 川崎ヒロユキ
- メインキャラクターデザイン - 佐野浩敏
- メインメカデザイン - 佐山善則、中原れい
- 総作画監督 - 工原しげき
- メカニック作画監督 - 中村豊
- 音楽 - 工藤崇
- プロデューサー - 内山秀二、岡崎恭子
- 監督 - 殿勝秀樹
- 制作 - 創通映像、タツノコプロ

## 主題歌
- 歌唱は奥井雅美が担当。特記を除いて作詞は有森聡美、作曲は工藤崇、編曲は矢吹俊郎である。

### オープニング/エンディング
「REINCARNATION」
第1話から第3話まではエンディングテーマ、第4話から6話まではオープニングテーマとして使用。
「Live alone 千年たっても」
エンディングテーマ。第4話と第5話のみ使用。
「It's DESTINY-やっと巡り会えた-」
エンディングテーマ。第6話のみ使用。

### イメージテーマ
「両手いっぱいの夢」
イメージテーマ。本編では未使用。編曲は奥井による。

## 各話リスト
発売日はLDおよびVHSの発売日。
| 発売日         | 話数  | サブタイトル   | 脚本         | 絵コンテ | 演出     | 作画監督                                     | メカ作画監督 |
| -------------- | ----- | -------------- | ------------ | -------- | -------- | -------------------------------------------- | ------------ |
| 1994年 7月21日 | 第1話 | VIRGIN-FLUSH   | 川崎ヒロユキ | 殿勝秀樹 | 殿勝秀樹 | 工原しげき                                   | 中村豊       |
| 8月24日        | 第2話 | VIRGIN-BLOOD   | 川崎ヒロユキ | 殿勝秀樹 | 千葉大輔 | 須田正己                                     | 中村豊       |
| 9月21日        | 第3話 | VIRGIN-DREAM   | 川崎ヒロユキ | 殿勝秀樹 | 殿勝秀樹 | 加野晃                                       | 中村豊       |
| 1995年 2月22日 | 第4話 | DEAD-BOY       | 川崎ヒロユキ | 殿勝秀樹 | 殿勝秀樹 | 工原しげき                                   | 中村豊       |
| 3月24日        | 第5話 | DIRTY-NIGHT    | 川崎ヒロユキ | 殿勝秀樹 | 鈴木吉男 | 工原しげき                                   | 中村豊       |
| 4月21日        | 第6話 | DANGEROUS-BOYS | 川崎ヒロユキ | 殿勝秀樹 | 殿勝秀樹 | 工原しげき 佐野浩敏（補佐） 木﨑文智（補佐） | 中村豊       |

## 関連メディア

### CDドラマ
- 「宇宙の騎士テッカマンブレードII NEXT GENERATION1」
- 「宇宙の騎士テッカマンブレードII NEXT GENERATION2」
  - OVAに先行して、熱血電波倶楽部で放送されたラジオドラマ。1巻の粗筋はOVA1巻とほぼ同じで、2巻目はOVA1巻と2巻の間の話となっている。
- elles cinq エル・サンク こいきな彼女（むすめ）たち I 〜 V
  - シングルCDの五枚組シリーズ。本編後を舞台にスペースナイツ基地を訪れたユミの旧友・ミユキを中心にしたドラマ「若草色の少女 ミユキ」と各巻にキャラクターソングを収録。

### 小説
- 宇宙の騎士テッカマンブレードII 水晶宮の少女（川崎ヒロユキ著、電撃文庫）
  - 第4次ラダム戦役を描いたOVA版の続編であり、テッカマンブレードシリーズの完結編となる作品。ISBN 9784073032618
- 宇宙の騎士テッカマンブレードII （高山カツヒコ著、ソニー・マガジンズ）
  - 本編とドラマCD版を組み合わせたノベライズ作品。未完。ISBN 4-7897-1598-1

### ゲーム
- 宇宙の騎士テッカマンブレード オービタルリング奪回作戦（PC-9800シリーズ）
- スーパーロボット大戦W（ニンテンドーDS）
  - 両作品において一作目の時代設定でIIの登場人物達が登場する。そのため、原作では邂逅しないラダムのテッカマンたちとの絡みもあり、ラダムのテッカマンは地球製のテッカマンたちを「まがい物」と呼ぶなどゲームオリジナルの展開を見せている。